# Franz-Josef Schmale
Franz-Josef Schmale (* 24. Januar 1924 in Duisburg; † 6. Mai 2015 in Karlsruhe) war ein deutscher Historiker für Mittelalterliche Geschichte. Er lehrte von 1964 bis zu seiner Emeritierung im Jahre 1989 als Professor für Mittelalterliche Geschichte an der Ruhr-Universität Bochum.

## Leben und Wirken
Franz-Josef Schmale wurde als viertes Kind eines Werkmeisters geboren. Nach vier Jahren Grundschule besuchte er ab 1934 das humanistische Staatliche Landfermann-Gymnasium in Duisburg. Im Jahr 1942 legte er die Reifeprüfung ab. Von April 1942 bis zum 8. Mai 1945 diente er in der deutschen Wehrmacht. Im Sommersemester 1946 begann er das Studium in den Fächern Geschichte, Deutsch und Geographie an der Universität Bonn. Dort wurde er 1950 bei Walther Holtzmann mit dem Thema Die precepta prosaici dictaminis secundum Tullium und die Konstanzer Briefsammlung promoviert.
Während eines längeren Forschungsaufenthaltes in Rom heiratete er im September 1953 die Historikerin Irene Ott. Zwischen 1955 und 1961 kamen ihre drei Kinder zur Welt, darunter der Historiker Wolfgang Schmale. Franz-Josef Schmale war Assistent bei Karl Bosl in Würzburg und habilitierte mit einer Studie über das Papstschisma von 1130. In der Folgezeit lehrte er dort als Privatdozent und war seit 1964 bis zu seiner Emeritierung im Jahre 1989 Professor für Mittelalterliche Geschichte an der Ruhr-Universität Bochum. In dieser Zeit war er auch zweimal Dekan der Fakultät. Wenige Jahre vor seiner Emeritierung erlitt er einen Schlaganfall, der ihn körperlich fortan beeinträchtigte. Er konzentrierte sich seitdem vor allem auf die Editionsarbeit, Übersetzungen und Artikel. Bedeutende akademische Schüler waren Dieter Berg und Hans-Werner Goetz. Schmale zog vom Ruhrgebiet in den Schwarzwald. Die letzten beiden Jahrzehnte lebte er zurückgezogen.
Seine Forschungsschwerpunkte waren die bayerische, fränkische und westfälische Landesgeschichte, daneben die Kirchengeschichte unter besonderer Berücksichtigung der Papst- und Konzilienhistorie, zum anderen die Quellenedition und -kritik und die Geschichtsschreibung vor allem des Hochmittelalters. Seine 1985 veröffentlichte Einführung Funktion und Formen mittelalterlicher Geschichtsschreibung wurde ein Standardwerk. Schmale veröffentlichte grundlegende Aufsätze zu Lothar III. und Friedrich I., über das frühe Bürgertum und über das Treffen Friedrich Barbarossas mit dem französischen König Ludwig VII. in Saint-Jean-de-Losne. Franz-Josef Schmale entfaltete gemeinsam mit seiner Frau Irene Schmale-Ott eine rege wissenschaftliche Produktivität. Sie publizierten zahlreiche Editionen und Textausgaben mit Übersetzungen zur Geschichte des Investiturstreites und der deutschen Historiographie im Rahmen der Monumenta Germaniae Historica und der Freiherr-vom-Stein-Gedächtnisausgabe der Wissenschaftlichen Buchgesellschaft. Als Herausgeber der Freiherr-vom-Stein-Gedächtnisausgabe bearbeitete er die Quellen zur Geschichte Heinrichs IV. (1963), die Gesta Frederici Ottos von Freising und Rahewins (1965), die Chroniken Frutolfs von Michelsberg und Ekkehards von Aura (1972), die Briefe Gregors VII. (1978), die Chronik Ottos und Acerbis’ von Morena mit weiteren Quellen zur Geschichte Friedrich Barbarossas in Italien (1986) und die Chroniken Ottos von St. Blasien und die Marbacher Annalen (1998). Besonders bekannt wurde er durch die Neubearbeitung der Quellenkunde Wattenbachs, die als Leitfaden zu den Quellen der Geschichte des deutschen Mittelalters gilt. Textkritische Arbeiten veröffentlichte Schmale über Brunos Buch vom Sachsenkrieg (1962), die Chronik Frutolfs und Ekkehards (1971), die Corveyer (bzw. Paderborner) Annalen (1974) und die österreichische Annalistik (1975). Für die Monumenta Germaniae Historica legte er die Praecepta dictaminum des Adalbertus Samaritanus (1961) als Edition vor. Für die Kommission für geschichtliche Landeskunde in Baden-Württemberg bereitete er die Briefe Berns von Reichenau (1961) in einer Edition auf. Für die Historische Kommission für Westfalen edierte er die Corveyer Annalen (1996).
Im Mai 1968 wurde Schmale zum ordentlichen Mitglied der Historischen Kommission für Westfalen gewählt, seit 2009 war er korrespondierendes Mitglied. Im April 1986 wurde Schmale zum Ersten Vorsitzenden der Historischen Kommission gewählt, die Amtseinführung erfolgte im Herbst des Jahres. Im Oktober 1989 trat er aus gesundheitlichen Gründen vorzeitig vom Vorsitz zurück.

## Schriften
Monografien
- Funktion und Formen mittelalterlicher Geschichtsschreibung. 2. unveränderte Auflage. Wissenschaftliche Buchgesellschaft, Darmstadt 1993, ISBN 3-534-08568-X.
- Studien zum Schisma des Jahres 1130 (= Forschungen zur kirchlichen Rechtsgeschichte und zum Kirchenrecht. Bd. 3). Böhlau, Köln u. a. 1961.

Herausgeberschaften und Editionen
- Quellen zur Geschichte Kaiser Heinrichs IV. 5. Auflage. Wissenschaftliche Buchgesellschaft, Darmstadt 2006, ISBN 3-534-19876-X.
- Die Chronik Ottos von St. Blasien und die Marbacher Annalen. Wissenschaftliche Buchgesellschaft, Darmstadt 1998, ISBN 3-534-01419-7.
- Die größeren Annalen von Corvey (= Veröffentlichungen der Historischen Kommission für Westfalen. Bd. 8). Aschendorff, Münster 1996, ISBN 3-402-06718-8.
- Italienische Quellen über die Taten Kaiser Friedrichs I. in Italien und der Brief über den Kreuzzug Kaiser Friedrichs I. Wissenschaftliche Buchgesellschaft, Darmstadt 1986, ISBN 3-534-08025-4.
- Otto von Freising und Rahewin: Die Taten Friedrichs oder richtiger Cronica. Übersetzt von Adolf Schmidt. Herausgegeben von Franz-Josef Schmale. 3., gegenüber der 2. unveränderte Auflage. Wissenschaftliche Buchgesellschaft, Darmstadt 1986, ISBN 3-534-01418-9.
- Frutolfs und Ekkehards Chroniken und die Anonyme Kaiserchronik. Wissenschaftliche Buchgesellschaft, Darmstadt 1972, ISBN 3-534-01429-4.
- Adalbertus Samaritanus: Praecepta dictaminum (= Monumenta Germaniae Historica. Quellen zur Geistesgeschichte des Mittelalters. Bd. 3). Böhlau, Weimar 1961 (Digitalisat).